# Stanisław Stefanek

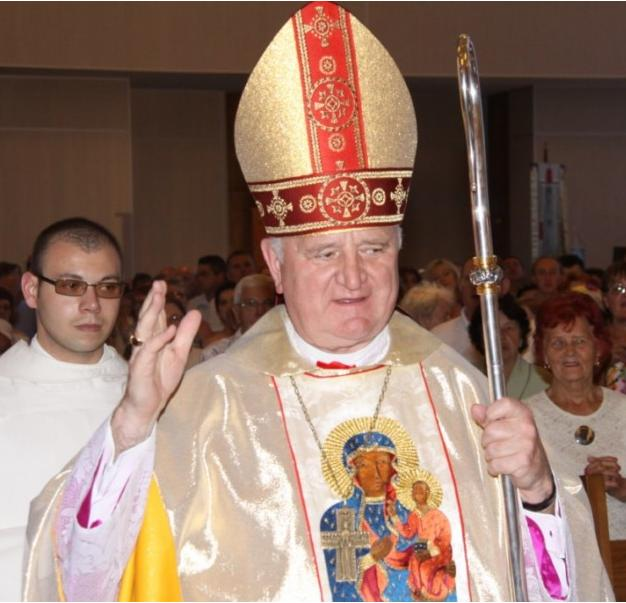
Bischof Stanisław Stefanek (2010)

Stanisław Józef Stefanek SChr (* 7. Mai 1936 in Majdan Sobieszczański, Polen; † 17. Januar 2020 in Lublin) war ein polnischer Ordensgeistlicher und römisch-katholischer Bischof von Łomża.

## Leben
Stanisław Stefanek trat der Ordensgemeinschaft der Gesellschaft Christi für die Polen im Ausland bei und der Erzbischof von Posen, Antoni Baraniak SDB, spendete ihm am 28. Juni 1959 die Priesterweihe.
Papst Johannes Paul II. ernannte ihn am 4. Juli 1980 zum Titularbischof von Forum Popilii und zum Weihbischof in Stettin-Cammin. Der Bischof von Stettin-Cammin, Kazimierz Jan Majdański, spendete ihm am 24. August desselben Jahres die Bischofsweihe; Mitkonsekratoren waren Bolesław Pylak, Bischof von Lublin, und Jan Stefan Gałecki, Weihbischof in Stettin-Cammin.
Am 26. Oktober 1996 wurde er durch Johannes Paul II. zum Bischof von Łomża ernannt. Papst Benedikt XVI. nahm am 11. November 2011 sein aus Altersgründen vorgebrachtes Rücktrittsgesuch an.